# Красна Імалка
Кра́сна Іма́лка (рос. Красная Ималка) — село у складі Ононського району Забайкальського краю, Росія. Адміністративний центр Імалкинського сільського поселення.

## Населення
Населення — 530 осіб (2010; 824 у 2002).
Національний склад (станом на 2002 рік):
- росіяни — 55 %
- буряти — 41 %